# Ломаха
Ломаха (фин. Lomoha) — деревня в Копорском сельском поселении Ломоносовского района Ленинградской области.

## История
Впервые упоминается в Писцовой книге Водской пятины 1500 года как сельцо Ломоха на речке на Ломохе в Каргальском погосте Копорского уезда.
Затем как деревня Lomocha by в Каргальском погосте (западной половине) в шведских «Писцовых книгах Ижорской земли» 1618—1623 годов.
На карте Ингерманландии А. И. Бергенгейма, составленной по шведским материалам 1676 года, она обозначена как деревня Lamoka.
На шведской «Генеральной карте провинции Ингерманландии» 1704 года — как деревня Lomaka.
Как безымянная деревня она нанесена на «Географическом чертеже Ижорской земли» Адриана Шонбека 1705 года.
Деревня Ломоха упомянута на карте Ингерманландии А. Ростовцева 1727 года.
Две смежных деревни Ламашка упоминаются на карте Санкт-Петербургской губернии Я. Ф. Шмидта 1770 года.
На карте Санкт-Петербургской губернии Ф. Ф. Шуберта 1834 года обозначена деревня Ламоха, состоящая из 31 крестьянского двора. При деревне на реке Ламошке обозначены 4 водяных мельницы.

ЛАМОХА — деревня принадлежит статской советнице Юрьевой, число жителей по ревизии: 83 м. п., 82 ж. п. (1838 год)

В пояснительном тексте к этнографической карте Санкт-Петербургской губернии П. И. Кёппена 1849 года она записана как деревня Lomoha (Ламоха́) и указано количество её жителей на 1848 год: савакотов — 27 м. п., 33 ж. п., всего 60 человек, остальные русские.
Согласно карте профессора С. С. Куторги 1852 года деревня называлась Ламоха.

ЛАМАХА — деревня статской советницы Юрьевой, по просёлочной дороге, число дворов — 20, число душ — 72 м. п. (1856 год)

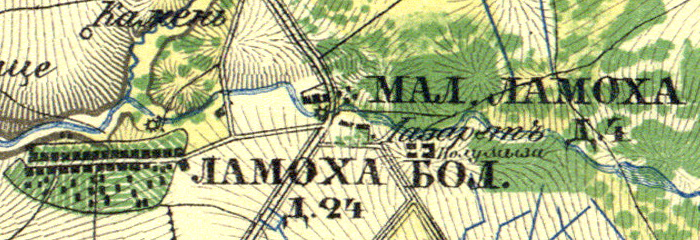
План деревни Ломаха. 1860 год

Согласно «Топографической карте частей Санкт-Петербургской и Выборгской губерний» в 1860 году деревня состояла из двух частей: Ламоха Большая, насчитывающая 24 крестьянских двора и Ламоха Малая — 4 двора. Между ними находились лазарет, полумыза и две водяных мельницы.

ЛАМОХА БОЛЬШАЯ и МАЛАЯ — деревня владельческая при реке Ламошке, число дворов — 25, число жителей: 52 м п., 64 ж. п.; Дом Санкт-Петербургского воспитательного дома. (1862 год)

В 1880—1881 годах временнообязанные крестьяне деревни Ломоха выкупили свои земельные наделы у Д. В. Зиновьева и стали собственниками земли.
В конце XIX века деревня административно относилась к Копорской волости 2-го стана Петергофского уезда Санкт-Петербургской губернии, в начале XX века — 3-го стана. По приходским данным население деревни было смешанным — финско-русским.
По данным «Памятной книжки Санкт-Петербургской губернии» за 1905 год деревня называлась Ламоха.
С 1917 по 1922 год деревня Ломаха входила в состав Маклаковского сельсовета Копорской волости Петергофского уезда.
С 1922 года в составе Ломаховского сельсовета.
С 1923 года в составе Троцкого уезда.
С 1924 года в составе Ивановского сельсовета.
Согласно данным переписи населения СССР 1926 года в деревне Ламаха проживали 126 человек — большинство русские, а также финны и эстонцы.
С 1927 года в составе Ораниенбаумского района.
С 1928 года вновь в составе Ломаховского сельсовета. В 1928 году население деревни Ломаха также составляло 126 человек.

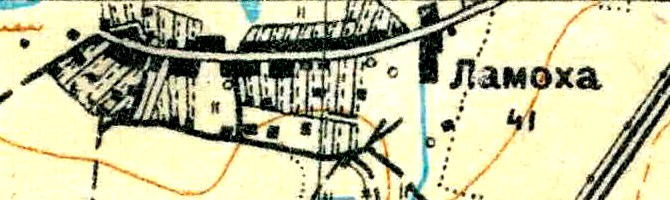
План деревни Ломаха. 1930 год

Согласно топографической карте 1930 года деревня называлась Ламоха и насчитывала 41 двор.
По данным 1933 года деревня называлась Ломоха (Ломаха) и являлась административным центром Ламаховского (Ломаховского) сельсовета Ораниенбаумского района, в который входили 10 населённых пунктов: деревни Ананьино, Воронкино, Жарково, Ирогоши, Климатино, Куммолово, Ломоха, Маклаково, Шейкино и выселок Маклаково общей численностью населения 1309 человек.
По данным 1936 года в состав Ломаховского сельсовета входили 8 населённых пунктов, 294 хозяйства и 8 колхозов.
Деревня была освобождена от немецко-фашистских оккупантов 29 января 1944 года.
С 1954 года в составе Копорского сельсовета.
С 1963 года в составе Гатчинского района.
С 1965 года вновь в составе Ломоносовского района. В 1965 году население деревни Ломаха составляло 427 человек.
По данным 1966, 1973 и 1990 годов деревня Ломаха также входила в состав Копорского сельсовета.
В 1997 году в деревне Ломаха Копорской волости проживали 124 человека, в 2002 году — 94 человека (русские — 95 %), в 2007 году — 75.

## География
Деревня расположена в юго-западной части района на автодороге 41К-008 (Петродворец — Криково), к югу от административного центра поселения, села Копорье.
Расстояние до административного центра поселения — 6 км.
Расстояние до ближайшей железнодорожной станции Копорье — 9 км.
Через деревню протекает река Ламошка.

## Демография
| 1862 | 2002 | 2007 | 2010 | 2017 |
| ---- | ---- | ---- | ---- | ---- |
| 116  | ↘94  | ↘75  | ↗148 | ↘53  |

## Достопримечательности
- Валун Русич

## Фото

Деревня Ломаха. 2022 год
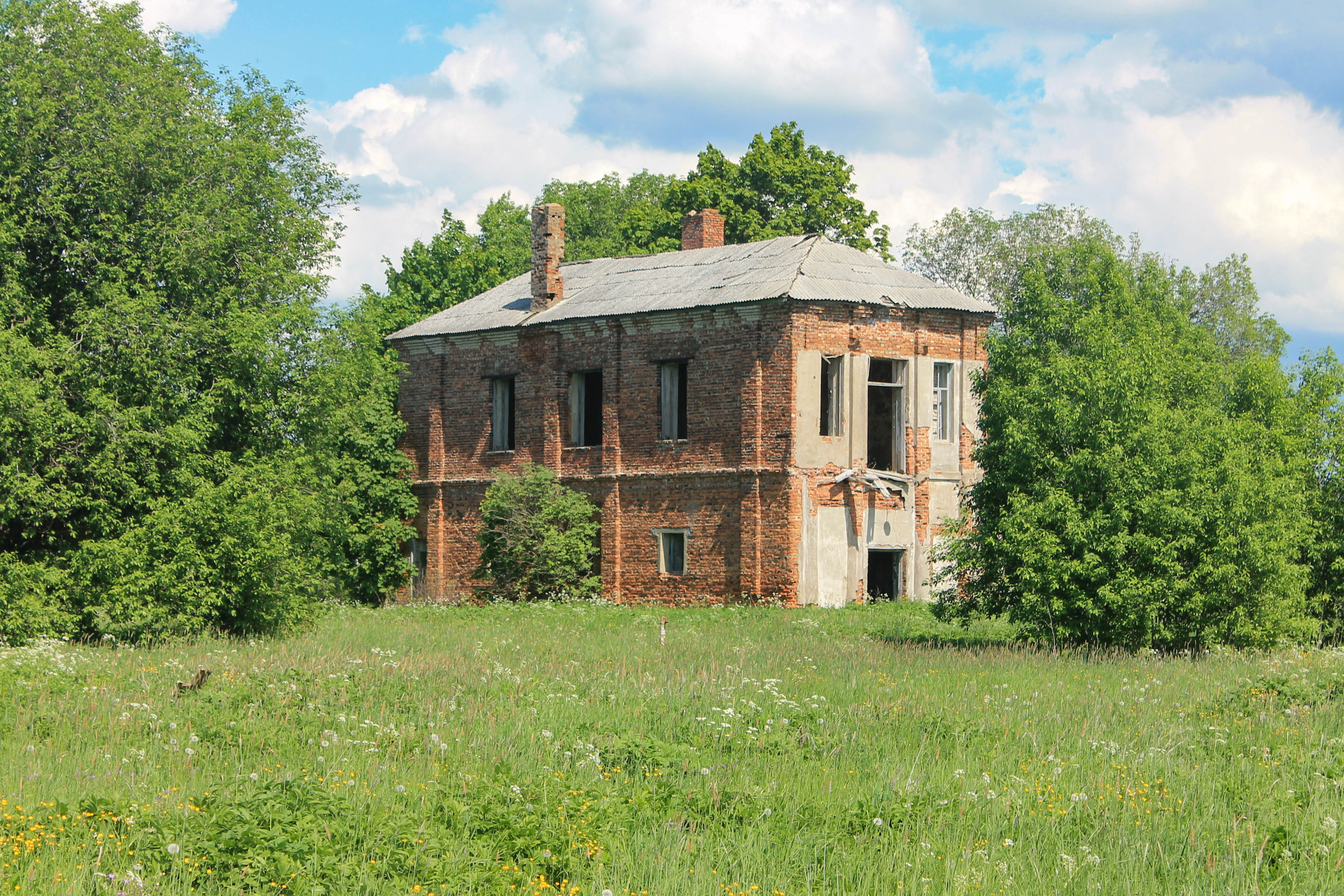
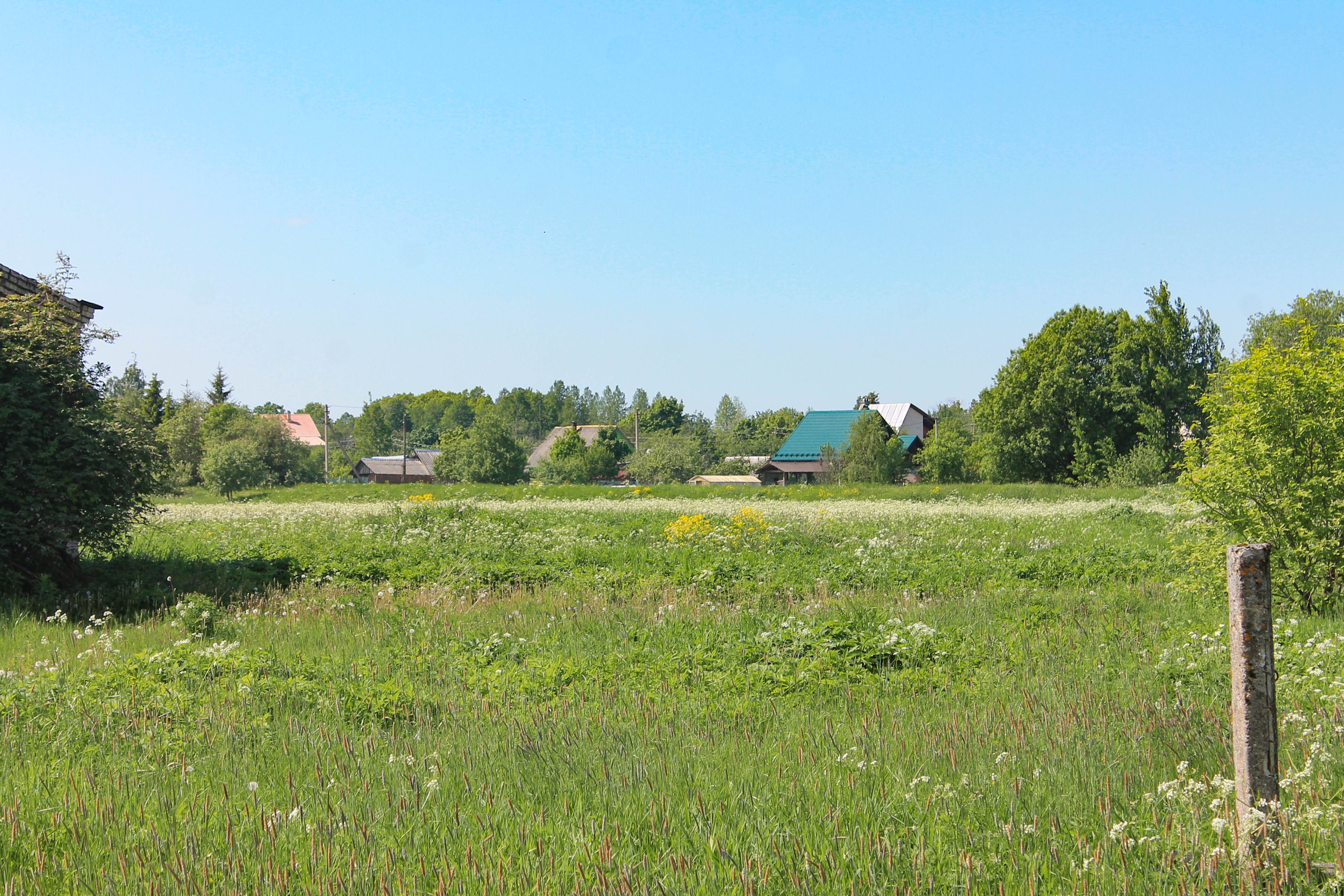

## Улицы
Лесная, Летная, Цветочная, Центральная.